# Села и Пики
«Села и Пики» (англ. Selah and the Spades) — американский драматический фильм 2019 года. Режиссёрский дебют режиссёра и сценариста Таяриши По.
Премьера фильма прошла на кинофестивале «Сандэнс» 27 января 2019 года. Фильм вышел 17 апреля 2020 года на сервисе Amazon Prime Video.

## Сюжет
В закрытой престижной школе-интернате Холдуэлл, что на восточном побережье, существует пять подпольных группировок, которые занимаются различной незаконной или нежелательной деятельностью. Например, торгуют ответами, организуют тотализатор, проводят вечеринки после отбоя, распространяют среди учеников наркотики и алкоголь. Села Саммерс руководит группировкой под названием «Пики», которая как раз и занимается наркотиками и алкоголем. Наркотики для реализации они закупают в Филадельфии. Для Селы это последний учебный год в школе. В этом году она выпускается. Села хотела бы передать свой «бизнес» кому-нибудь кто бы мог продолжить её дело, однако у неё нет подходящих кандидатур. Если же она не найдёт себе преемника, то «Пики» распадутся и её «бизнес» перейдёт к конкурирующей группировке во главе с Бобби, давней соперницей Селы.
У Селы авторитарная мать, которая требует от дочери хорошо учиться и поступить в престижный университет. Из-за давления матери Села страдает перфекционизмом, она во всём старается быть идеальной. Девушка хорошо учится и попутно руководит чирлидерами. Правой рукой Селы в её незаконных делах является парень по имени Мэкси. При этом их отношения сугубо деловые. Села равнодушна к противоположному полу и вообще к романтическим отношениям.
В середине учебного года в школу переводится новая ученица по имени Палома, увлекающаяся фотографией. Села сразу же обращает внимание на новую девушку, поскольку Палома напоминает ей её саму в прошлом. Девушки начинают общаться и постепенно Села посвящает Палому в свои дела, видя в ней своего наследника. Одновременно у Селы начинаются проблемы с Мэкси. Тот завёл себе девушку и стал как будто бы рассеянным. Был небрежен с бухгалтерской книгой, перепутал заказы, не доставил вовремя товар. Попутно по школе ходят слухи, что в среде «Пик» есть «крыса».
Палома узнаёт историю о девочке Тиле, которая состояла в «Пиках». С ней произошёл неприятный инцидент. Под действием наркотиков она не справилась с управлением и врезалась в ворота. После этого случая её исключили из школы за наркотики и порчу школьного имущества. Среди учеников бытует мнение, что наркотики Тиле подбросила сама Села, чтобы избавиться от конкурентки в «Пиках».
Руководству школы в какой-то момент становится известно о незаконной деятельности некоторых учеников и директор в наказание принимает решение лишить всех выпускников выпускного вечера. Палома предлагает всем группировкам объединить свои усилия и устроить в лесу неподалёку от школы свой собственный выпускной. Девушка принимает деятельное участие в организации этого мероприятия. Теперь уже Селе начинает казаться, что Палома слишком много о себе возомнила, к тому же она иногда общается с Бобби. На выпускном Села подсыпает Паломе в алкоголь наркотики. В полубессознательном состоянии Палома бежит в лесную чащу и чуть было не падает с обрыва. Села и Мэкси спасают её.

## В ролях
- Лови Симон — Села Саммерс
- Селеста О’Коннор — Палома Дэвис
- Джаррел Джером — Мэкси Айоаде
- Ана Мулвой-Тен — Бобби
- Эван Ро — Дважды Том
- Генри Хантер Холл — Тэрит
- Франческа Ноэль — Эмбер
- Нехебет Кум Юх — Нури
- Коди Слоун — Купер
- Бенжамин Брюлт — Дэвид
- Джина Торрес — Мэйбл Саммерс
- Джесси Уильямс — директор Бэнтон

## Критика
В большинстве своём отзывы критиков на фильм были положительными. На сайте Metacritic у фильма 69 баллов из 100 на основе мнения 29 критиков. На сайте Rotten Tomatoes у фильма 86 % «свежести» на основе 109 рецензий. Консенсус критиков на сайте гласит: «Умная, хорошо поставленная и освежающе грязная история о взрослении „Села и Пики“ предвещает блестящее будущее для дебютантки, сценариста и режиссёра Таяриши По». Элисон Уилмор из Vulture главным разочарованием фильма называет его концовку, так как фильм заканчивается тогда, когда только набирает обороты. Многие также отмечали, что по тону и духу фильм близок к неонуарному «Кирпичу» (2005) Райана Джонсона.